# タカギセイコー
株式会社タカギセイコーは、富山県高岡市に本社を置く自動車などのプラスチック製品およびその金型などを製造、販売する企業である。

## 沿革
- 1931年4月 - 高木漆器店を創業。
- 1946年3月 - 高木製作所に変更。
- 1959年8月 - 株式会社高木製作所を設立。
- 1986年4月 - 現社名に変更。
- 2007年6月 - ジャスダックに上場。

## 事業所
- 本社 - 富山県高岡市
- 高岡工場 - 富山県高岡市
- 浜松工場 - 静岡県磐田市
- 浜北工場 - 静岡県浜松市浜名区
- 新湊工場、新湊金型工場 - 富山県射水市
- 氷見工場、氷見押出成形工場、氷見金型工場 - 富山県氷見市
- 福光工場 - 富山県南砺市
- 東北工場 - 福島県本宮市
- 関東工場 - 群馬県邑楽郡明和町